# Holmesfield
Holmesfield est une paroisse civile et un village du Derbyshire, en Angleterre.